# Thomas Lenk (Bildhauer)

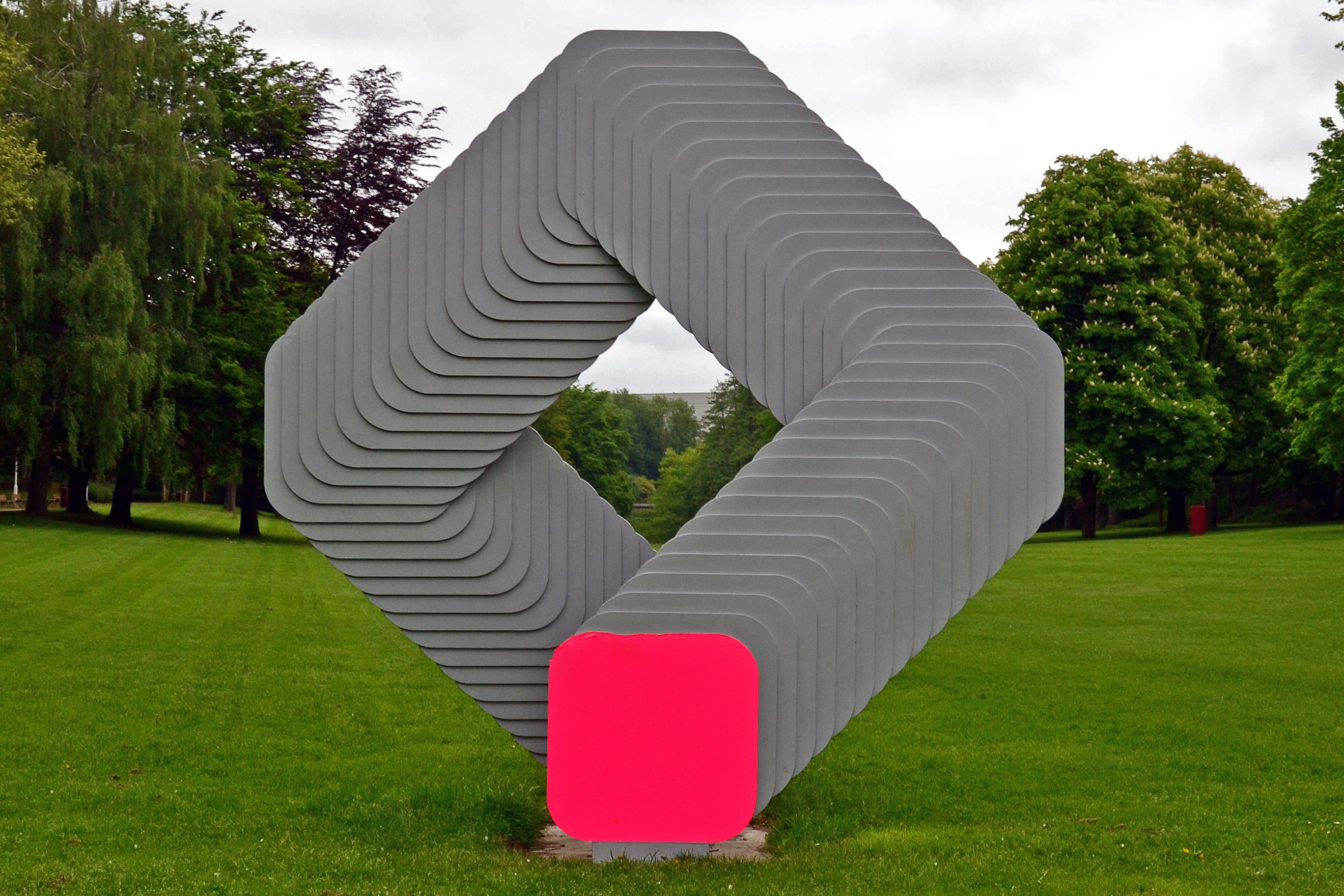
Schichtung (1970) aus 70 verzinkten Stahlplatten, Grugapark, Essen (Foto: 2013)

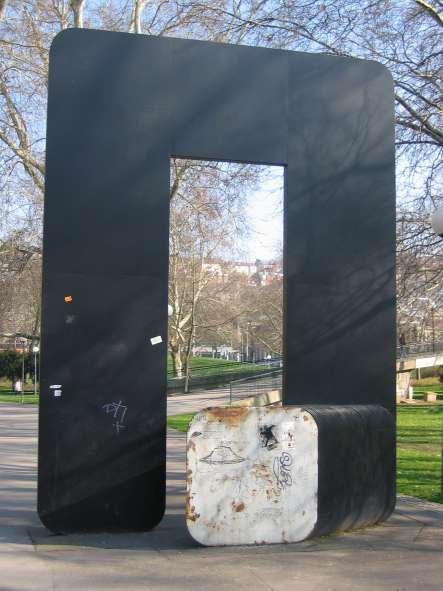
Schichtung 107 (Stuttgarter Tor), 1977, Stahl, Mittlerer Schlossgarten, Stuttgart

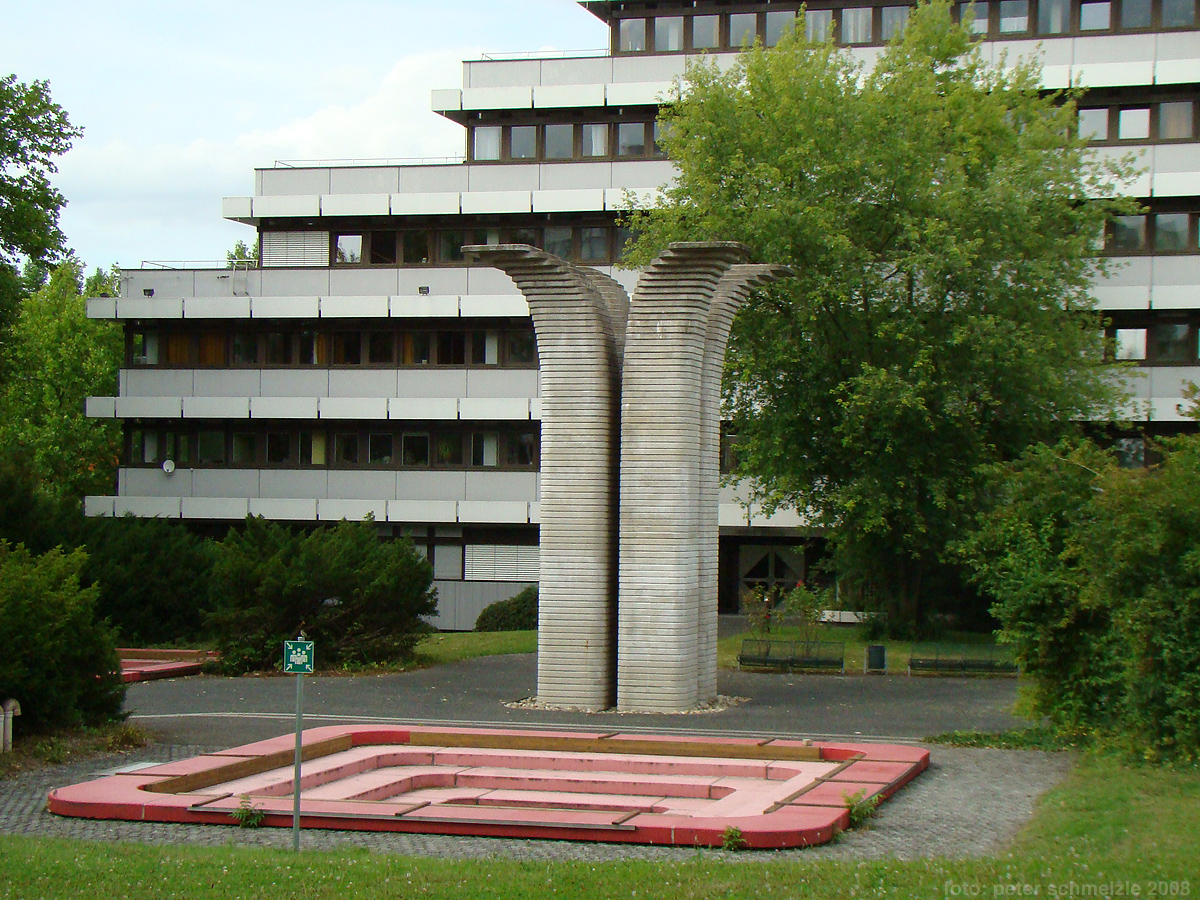
Heilbronner Kapitell (1977), Heilbronn (Foto: 2008)

Kaspar Thomas Lenk (* 15. Juni 1933 in Berlin; † 15. September 2014 in Schwäbisch Hall) war ein deutscher Grafiker und Bildhauer.

## Leben
Lenks Vater ist der Maler Franz Lenk. Er verbrachte seine Kindheit in Thüringen und übersiedelte 1944 nach Württemberg. Er studierte 1950 für kurze Zeit an der Kunstakademie Stuttgart und absolvierte anschließend eine Steinmetzlehre. 1955 lernte er seinen Künstlerkollegen Georg Karl Pfahler kennen. Bekannt wurde er mit seinen in den 1960er Jahren geschaffenen Schichtplastiken, die ihm in den 1970er Jahren internationale Anerkennung brachten. Dabei setzte er seine Arbeiten in unmittelbare Beziehungen zur Architektur, indem er von vornherein mit Architekten zusammenarbeiten wollte. Seit den 1970er Jahren arbeitet er unter anderem an Architekturprojekten und Klangplastiken. Im Jahr 1968 war er Teilnehmer der 4. documenta in Kassel in der Abteilung Skulptur. Die Konzeption seiner plastischen Schichtungen übertrug er vielfach auf zwei- bis dreifarbige, flächige Siebdrucke, wobei er regelmäßig Leucht- und Bronzefarben einsetzte.
1970 waren seine Aluminiumarbeiten Block in Schichten 1-5, 1970, sowie verschiedene Holzreliefs als deutsche Beiträge auf der Biennale in Venedig (zusammen mit Georg Karl Pfahler, Heinz Mack und Günther Uecker) zu sehen.
Thomas Lenk war Mitglied im Deutschen Künstlerbund. Er lebte auf Schloss Tierberg bei Schwäbisch Hall. In seiner Jugendzeit war er mit Ulrike Meinhof befreundet.

## Zitat
- "Kunst als Kunst muss aufgehen in künstlerischem Denken, umfassend und alltäglich praktiziert." (Aus Einladung zur Ausstellungseröffnung am 26. April 2013 im Kunstverein Schwäbisch Hall e. V.)

- Thomas Lenk 1970 über die Beziehung seiner damaligen Großskulpturen zum umgebenden und eingeschlossenen Raum: "…Ein Ding ist mit sich identisch insofern: als Form und Bedeutung kongruent sind. Ein Symbol ist mit sich nicht identisch insofern: als zu seiner Form eine beliebige, austauschbare Bedeutung gehören kann. / Raum ist „Ding“, als mit sich Identisches ein Elementarwert; nicht darstellbar, aber Voraussetzung für Darstellung. Räumlichkeit (durch Begrenzung erfahrbar gemachter Raum) ist „Symbol“ für Raum. Nicht identisch, darstellbar, die Nicht-Darstellbarkeit des Raumes „symbolisch“ implizierend. / Die erste Realisierung einer Inn-Skulptur (Biennale Nürnberg, 1969) hat gezeigt, daß die Darstellung von Räumlichkeit (welche die Darstellung von Skulptur-Raum-Relationen überhaupt erst ermöglicht) sinnfällig / einprägsam erfolgen muß. / Durch Begrenzung wird Räumlichkeit geschaffen…"[3]

## Auszeichnungen
- Gastprofessor an der Heluwan-Universität, Kairo (1978)
- Ehrenmitglied der Art Gallery of Ontario, Toronto, Kanada (1988)
- Ernennung zum Professor (1989)
- Ehrengast der Villa Massimo, Rom (1995)

## Ausstellungen
- 1965: Kaspar-Thomas Lenk, Galerie Müller, Stuttgart,
- 1974: Thomas Lenk. Schichtungen, Museum Folkwang Essen
- 1976: Lenk, Kölnischer Kunstverein, Köln (mit Katalog)
- 1980: Thomas Lenk. Serie ADGA, Kunsthalle Düsseldorf, Düsseldorf; Kunsthalle Tübingen, Tübingen; Westfälischer Kunstverein, Münster (mit Katalog).
- 2013: Kunstverein Schwäbisch Hall – Galerie am Markt (anlässlich seines 80. Geburtstages)

## Werke in Museen
- Staatlichen Kunstsammlungen in Baden-Württemberg, Stuttgart: Schichtung 2a. 1965/73. Versetzt verleimte Holzplatten (81 × 81 cm, 3 cm dick), schwarz und silbern bemalt. Maximale Breite 220 cm, maximale Höhe 110 cm. Tiefe 47 cm. Inv. Nr. P 148.

## Werke
- Künstlerische Ausstattung des Stuttgarter U-Bahnhofs "Universität" (heute "Börsenplatz") von Wilfried Beck-Erlang[4]
- Werkübersicht[5]